# 예수성교전서
예수성교전서는 1887년 만주 심양에서 개신교 선교사 존 로스와 백홍준 등에 의해 '신약전서'를 한글로 번역, 출판한 한글 개신교경전이다. 최초의 기독교 신약성서 전권 한글 번역서로 중국 심양의 문광서원에서 출판되었다. 현존하는 여러 인쇄본 중에 서울특별시 서대문구, 연세대학교에 있는 인쇄본은 2016년 12월 15일 대한민국의 국가등록문화재 제669호로 지정되었다.
기독교가 사교(邪敎)로 규정되어 박해를 받던 구한말에 출판된 이 성경은 한글 연구의 역사적 자료로서 가치가 있을 뿐만 아니라 한반도의 초기 개신교 신앙 공동체 형성, 외래 선교사의 선교활동, 국문학 발달 등에 크게 기여한 바가 있다.

## 개요

### 개설
『예수성교전서(예수셩교젼셔)』는 스코틀랜드의 선교사 존 로스(John Ross)와 존 매킨타이어(John Macintyre) 그리고 한국인 이응찬, 백홍준, 김진기, 서상륜, 이성하, 이익세 등이 번역에 참여하여 1887년에 만주 성경(盛京, 현재의 심양)의 문광서원에서 발행한 한글신약전서이다.
로스역본(Ross Version) 이라고도 불리는 이 신약성경은 한국 교회의 성립과 한국 문화에 지대한 영향을 주었으며, 단권 성경의 종합본격인 『예수성교전서』는 한국 최초의 한글 신약전서라는 점에서 가치가 있다.

### 시대적 배경
구한말 한반도의 기독교는 사교(邪敎)라는 평가속에 국법으로 엄금하고 있었다. 기독교의 한 일파인 천주교가 조선에서 본격적인 선교가 이루어진 이후 신해박해(1791)를 시작으로 많은 탄압이 자행되어 억울하게 수많은 순교자가 발생했다. 이런 기독교에 대해 다수의 조선인들은 매우 부정적이었는데, 이는 황사영이가 백서사건(1801)을 일으킨 것이 결정적이었으며, 이 사건을 계기로하여 불효불충(不孝不忠)을 너머서 나라를 팔아먹는 사교(邪敎)집단이라는 극단적인 평가까지 받고 있었다.
이후 국법으로 기독교의 선교는 금하고 있었으며 다만 큰 말썽이 없는 한 묵인하는 상황이었고, 서구 국가들과 수교를 한 이후인 1884년에 가서야 개신교 선교회 사업중에 교육과 의료사업에 대해 부분적으로 허용했을 뿐이었다. 개신교 선교사가 합법적인 절차를 거쳐 첫 입국한 것은 1884년 후반이나 되어서였다. 조선에 입국한 첫 개신교 선교사인 알렌(Allen)은 이런 엄중한 분위기 속에서 선교사라는 신분을 감추고 의사로만 활동하며 제중원 설립 등 의료선교에만 열중할 수 밖에 없었다.

### 번역과 출판
스코틀랜드 장로교 소속의 선교사 존 로스는 1872년 이래로 만주에서 활동하며 그 지역에 거주하던 조선인에게도 선교를 하였다. 이때 그는 조선에서의 선교를 계획하며 서상륜, 백홍준, 이응찬, 김진기, 이성하, 이익세로부터 한국어를 배운 후, 이들과 함께 1877년부터 신약성서 한글번역에 착수했다. 이런 노력으로 1882년 봄에 심양의 문광서원에서 누가복음 낱권이 출판되어 최초의 한글성경 번역, 인쇄라는 결실을 거두었다. 한글 활자는 목활자 본을 직접 만든 후 일본에 보내어 4만여 자의 아연활자를 만들었고 인쇄기는 상해에서 한 번에 8장을 찍어낼 수 있는 컬럼비아 데마이(Columbian demy) 활판기를 구입하여 심양에 개신교 활판소인 문광서원을 설립한 후 인쇄했다.
인쇄된 낱 복음서는 만주의 한국인 교회에 배포하였고 한국에도 들여보내 전도에 활용했다. 그 당시 조선에서는 국법으로 기독교의 선교를 금하고 있는 등 종교의 자유가 보장되어 있지 않았기에 한글성경 반입은 매우 조심스럽게 이루어졌다. 신약성서의 전권 번역 작업은 지속적으로 진행되었고 1887년에는 번역이 완결되어 '예수성교전서'라는 이름으로 출판할 수 있었다. 인쇄비용은 영국 성서공회와 스코틀랜드 성서공회의 원조를 통해서 충당되었다.

### 구성과 내용
숭실대학교 한국기독교박물관 소장 『예수성교전서』의 크기는 21.1㎝×13.0㎝이며, 판식은 4주단변, 무계, 행자수는 14행 30자, 무어미이다. 간기는 1887년이며, 이응찬·백홍준·서상륜·김진기·이성하·이익세·로스·매킨타이어 등이 공동 번역했다. 책의 본문은 총 288장으로 순한글의 구어체로 작성되어 있다.
기존의 번역 성서와는 달리 중국어 음역표기가 아니라 서구식에 가까운 용어들이 사용되어 ‘마’[마태], ‘로마’, ‘사로니코’[데살로니가] 등 헬라어의 음을 우리말 음에 맞춰 표기한 용어들이 보인다. 신의 명칭은 하나님으로 표기되어 있는데 『예수성교누가복음전서』와 『예수성교요한복음전서』 등에서 확인할 수 있었던 대두법 표기가 사라졌다. 번역자들의 출신 지역이 평안도 의주 지역이기 때문에 평안도 사투리의 어형이 많이 등장한다는 특징도 있다.
『예수성교전서』는 마태복음, 마가복음, 누가복음, 요한복음의 4복음서와 역사서인 사도행전, 서간문인 로마서, 고린도전서, 에배소서 등 신약성경의 내용이 번역되어 있다. 각 장 앞에는 세 칸씩 띄어쓰기가 되어있으며 각 절은 한자로 표기하여 구분되어 있다.

### 평가와 영향
구한말 기독교 선교와 신앙의 자유가 없었던 엄중한 분위기 가운데 성서의 번역, 출판, 배포는 지극히 위험한 일이었다. 실제로 이 사업에 관여했던 백홍준은 불온서적간행의 혐의로 구속된 후 옥사하기도 했다. 그럼에도 불구하고 이 한글성경은 외래 선교사들의 한글 공부와 선교 그리고 훗날 진행된 좀 더 체계적인 번역사업에 큰 기여를 하였다. 또한 한글 연구의 역사적 자료로도 가치가 있으며 새로운 어휘들의 보급 등 국문학 발달에도 기여하게 되었다.
천주교의 전래가 외래 선교사에 의한 것이 아니라 문서선교로 먼저 이루어졌던 것 처럼 개신교 역시 선교사에 의해 선교가 아직 이루어지지 않은 미교화국임에도 불구하고 경전이 먼저 번역출판되어 선교사업에 사용되고 있었다. 외래 선교사가 들어와 제대로 선교가 이루어지기도 전에 외지에서 경전이 번역되어 출판된 이 사건은 일찍이 세계 선교 역사에 별로 없는 기록이다.

### 문화재 지정
연세대학교 학술정보원 소장본은 2016년 12월 15일 문화재청에 의해 국가등록문화재 제669호로 지정되었다. 문화재청은 『예수성교전서』의 가치를 인정하여 보존 상태가 가장 좋은 연세대학교 소장본을 선정하여 문화재로 지정한 것이다. 19세기 말 서북지역의 방언이나 언어 사용의 양상을 살필 수 있다는 점, 번역 과정에서 등장한 새로운 용어들이 이후 널리 사용되어 언어학적 측면에서 변화를 가져왔다는 점에서 연구 자료로서도 가치가 있다고 평가 되었기 때문이다.

## 같이 보기
- 신약성경
- 예수성교 누가복음전서
- 대한성서공회

## 참고 자료
- 예수성교전서 - 국가유산청 국가유산포털
- 한국어 위키문헌에 이 글과 관련된 원문이 있습니다. 예수셩교젼셔